# Stabio
Stabio è un comune svizzero di 4591 abitanti del Canton Ticino, nel distretto di Mendrisio, situato al confine con l'Italia.

## Storia
Sono numerosi i reperti romani trovati nel territorio di Stabio. Il più importante è la necropoli romana e longobarda che si trova in località San Pietro; allo stesso periodo, il I secolo, risale anche la stele funeraria esposta alle spalle del municipio e dedicata a Caio Virio Vero.

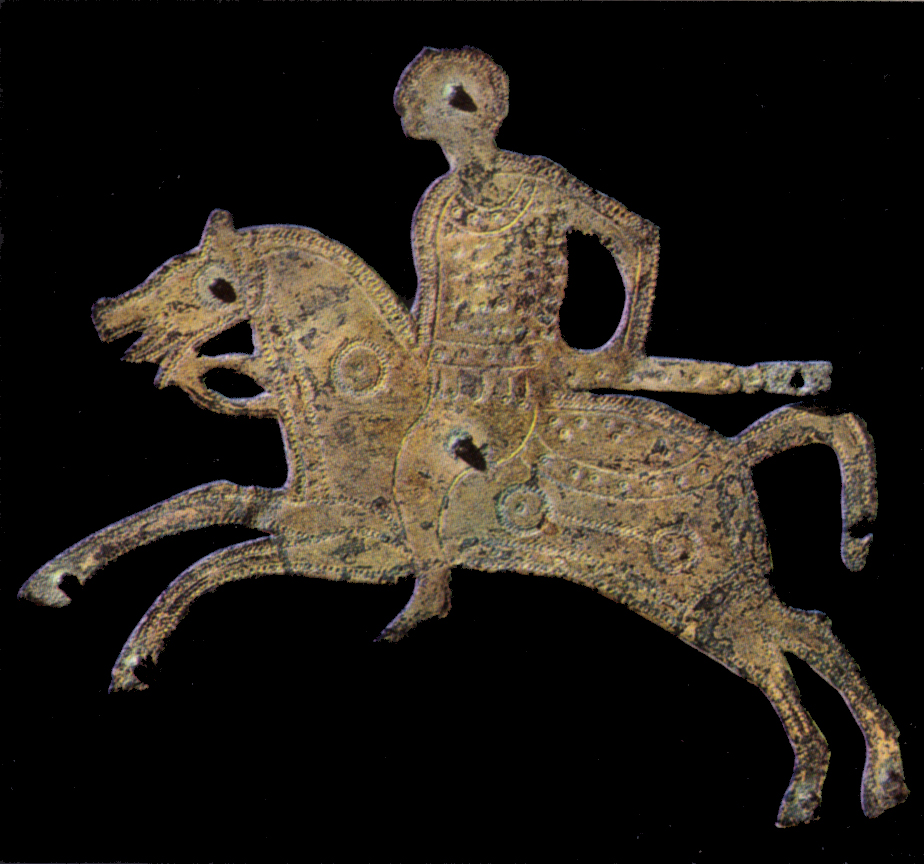
Cavaliere, lastrina in bronzo dorato dello Scudo di Stabio, VII secolo. Berna, Historisches Museum

A questi reperti nel XIX secolo si aggiunsero alcune placche in bronzo dorato longobarde, provenienti dal reperto detto Scudo di Stabio e trovate in località Alla Vigna. Negli anni 1830 furono trovati inoltre diversi oggetti preziosi che oggi non sono più a Stabio: una croce equilatera in oro e alcuni orecchini di tradizione bizantina.
Una seconda necropoli, questa volta longobarda, fu trovata nel 1999 in località Barico: si tratta di sei tombe, una delle quali conserva l'ampio corredo di un guerriero, del quale fanno parte la punta di una lancia, una cesoia, due coltelli, alcuni frammenti (di una croce in oro, di un pettine in osso e di una cassetta), una spada e parte del suo fodero, uno scramasax, una tracolla e una cintura, un umbone, un gancio, l'impugnatura di uno scudo, uno sperone e alcune linguette. L'abbigliamento e le armi del guerriero, sottoposti a radiografia e tomografia all'ospedale di San Giovanni a Bellinzona e poi studiati al Museo Nazionale Svizzero di Zurigo, è composto di lino filato, lana, vello ovino o caprino, fusaggine, ontano, quercia e pioppo.
Stabio fa parte della Svizzera dal 9 maggio 1517, quando fu scambiato con Domodossola in occasione del trattato di Ponte Tresa.

## Monumenti e luoghi d'interesse

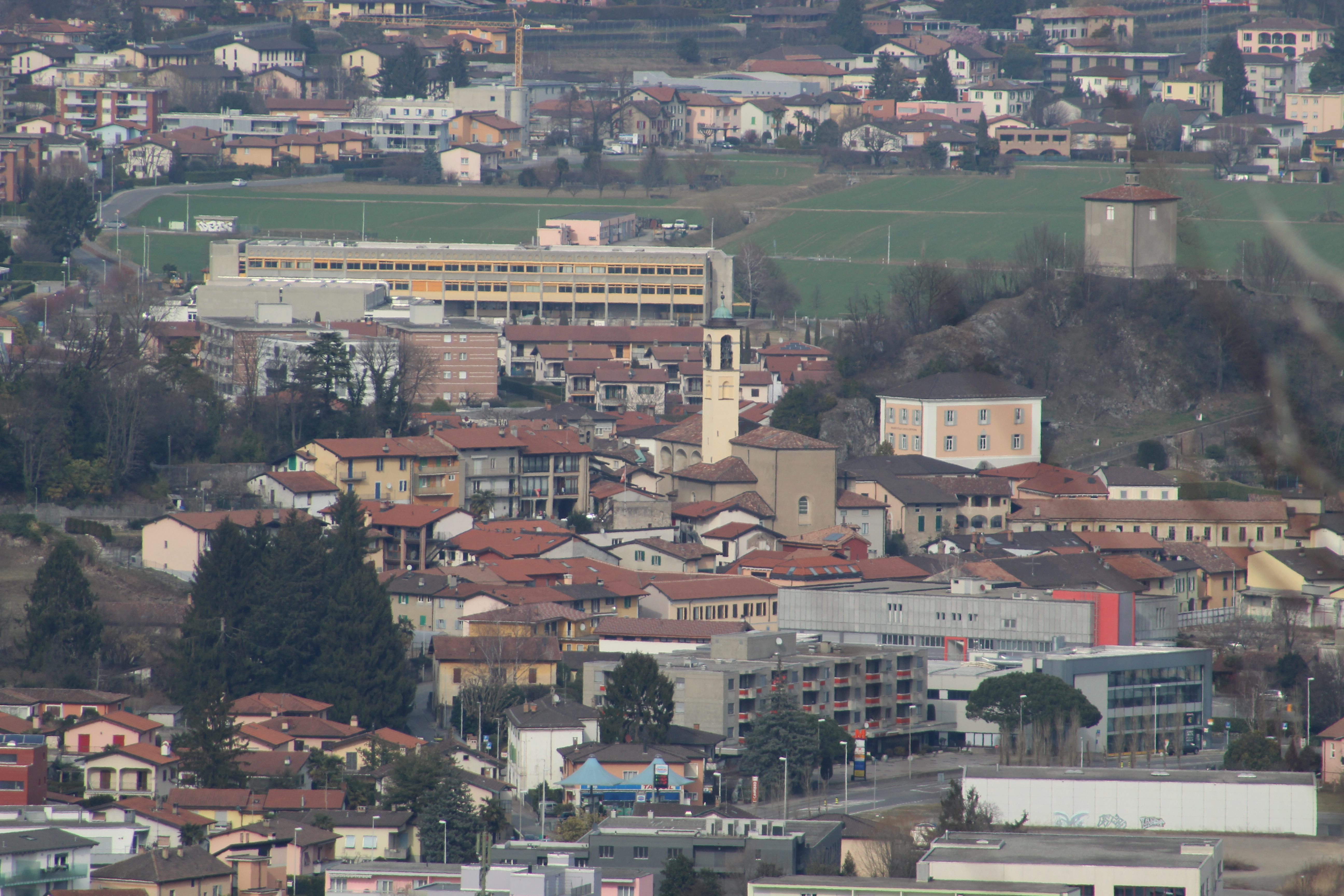
Veduta di Stabio. Spiccano la chiesa dei SS. Giacomo e Cristoforo martire e, in posizione dominante, la chiesa del Castello

### Architetture religiose

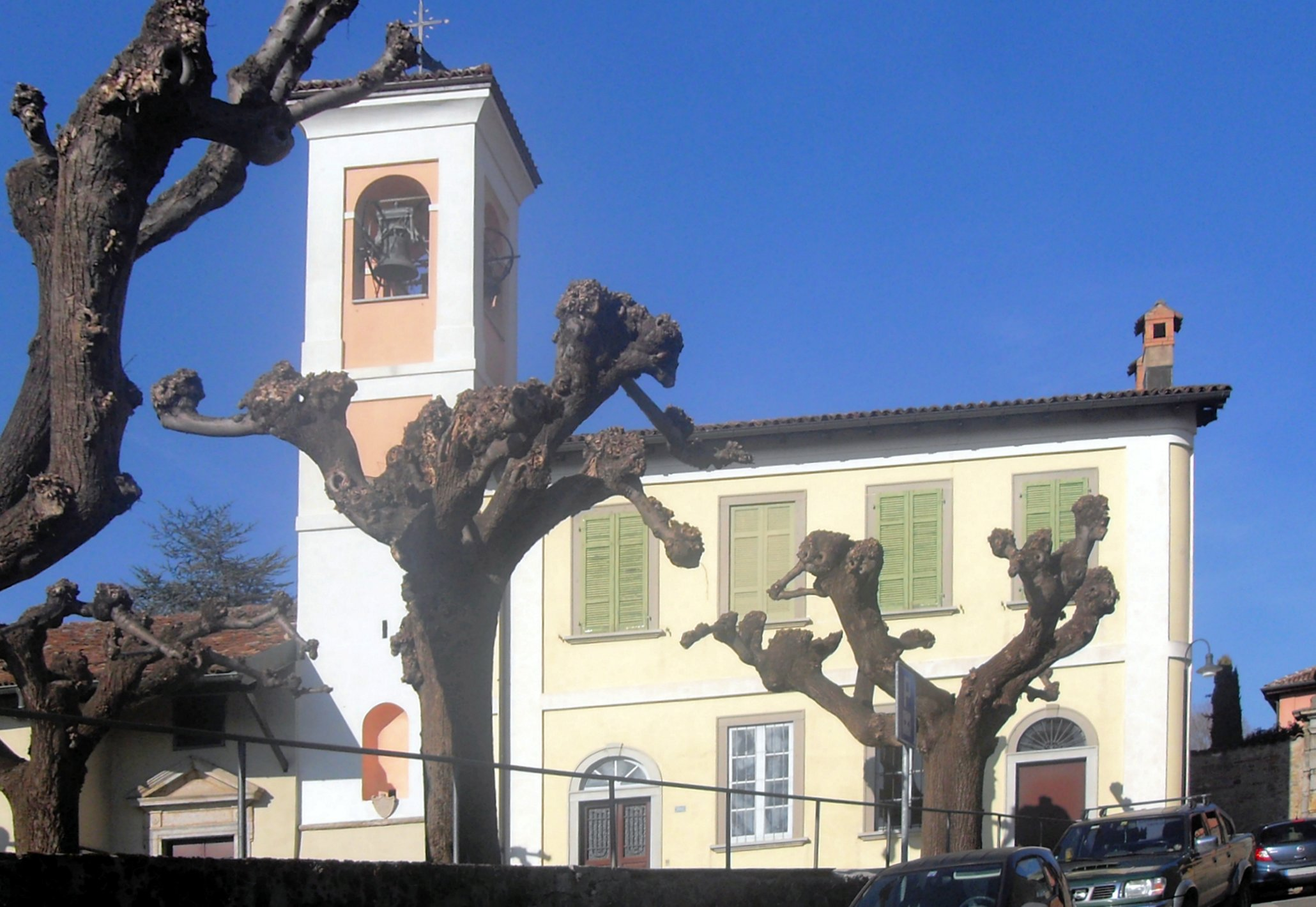
La chiesa dei Santi Pietro e Lucia

Le vecchie terme di Stabio

- Chiesa dei Santi Giacomo e Cristoforo martire, attestata dal 1275, fu ricostruita alla fine del XVI secolo[1]; divenne parrocchiale nel 1575 e fu consacrata nel 1599[senza fonte];
- Chiesa dei Santi Pietro e Lucia in località San Pietro, già parrocchiale, attestata dal 1275[senza fonte] ma risalente al VII secolo e ricostruita nel XII-XIII secolo[1];
- Chiesa dell'Assunzione di Maria o del Castello, eretta nel XVI secolo[senza fonte];
- Chiesa di Santa Margherita, attestata dal 1437[senza fonte]; romanica, si trova poco distante dalla frontiera con l'Italia[8];
- Oratorio della Madonna di Caravaggio,[9] eretto attorno al 1760[9] (precisamente, negli anni 1754-1758)[senza fonte] in stile tardo[senza fonte] barocco[9];
- Cimitero, con la Tomba di Natale Albisetti, la scultura Arnold von Melchtal assieme al padre (1923) e il bassorilievo Ritratto di don Giacomo Perucchi di Vincenzo Vela[senza fonte];
- Croci della processione delle Rogazioni[senza fonte].

### Architetture civili

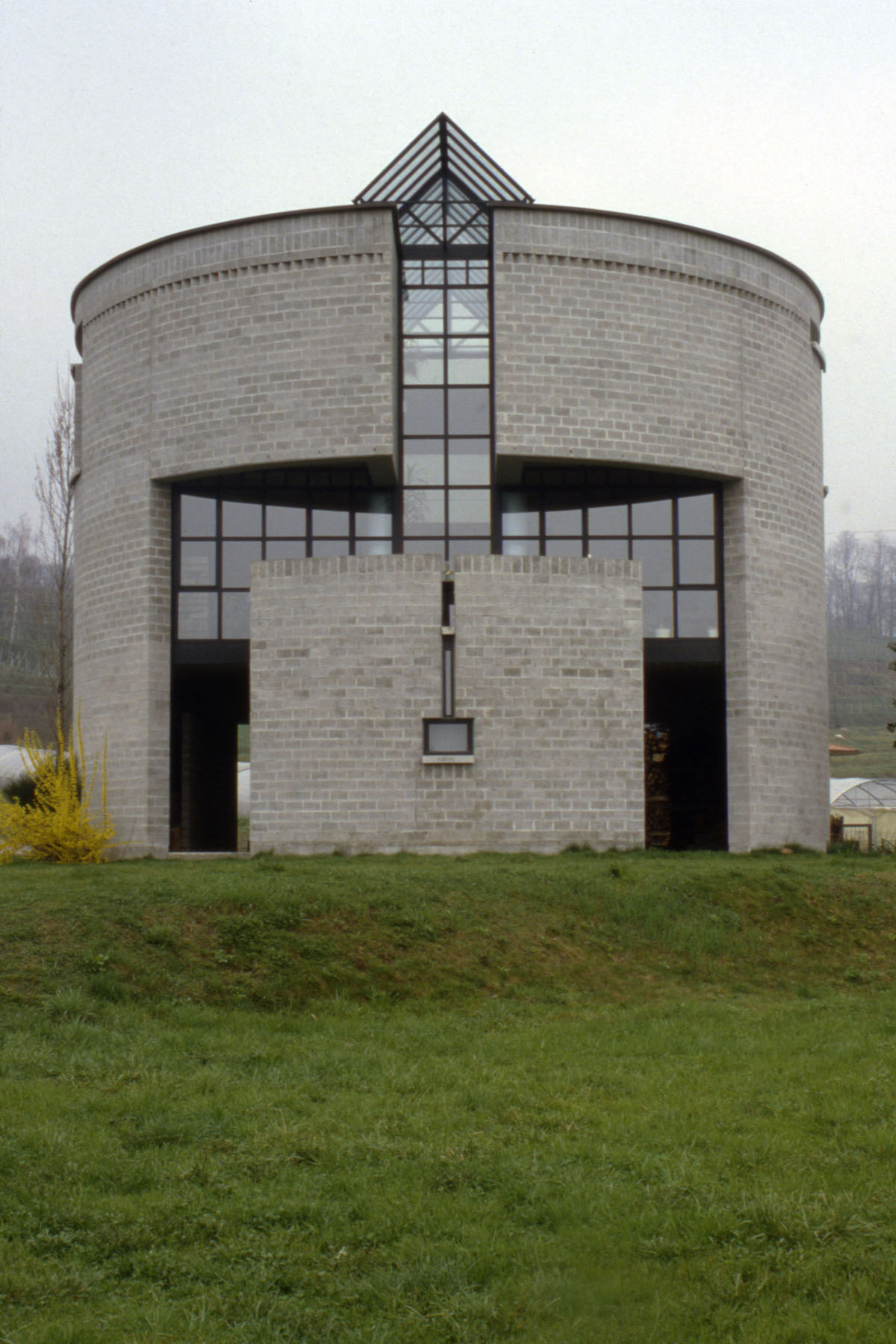
Casa Medici

- Casa Ghiringhelli, del XVII secolo[senza fonte];
- Sede della Fondazione Realini in via dei Bagni, eretta nel 1856 in stile neoclassico; originariamente[senza fonte] la struttura ospitava delle terme[1];
- Ex Camiceria Realini (1902)[1], con decorazioni tardo liberty di Carlo Cocquio, fra i quali una Pace e una Giustizia[senza fonte];
- Casa unifamiliare cilindrica realizzata da Mario Botta nel 1981-1982[senza fonte];
- Casa Ginella in via Costera[senza fonte];
- Lavatoio coperto al bivio tra via Dogana e via Ai Ronchi[senza fonte].
- Casa Medici, progettata dall'architetto Mario Botta[10]

### Siti archeologici
- Necropoli romana e longobarda di San Pietro;
- Necropoli longobarda di Barico.

### Siti e musei paleontologici (UNESCO)
- Monte San Giorgio (Unesco): sito fossilifero del Triassico Medio inserito nella lista dei Patrimoni mondiali dell'umanità dell'UNESCO
- Museo dei fossili del Monte San Giorgio a Meride

### Altri
- Cippi di confine;

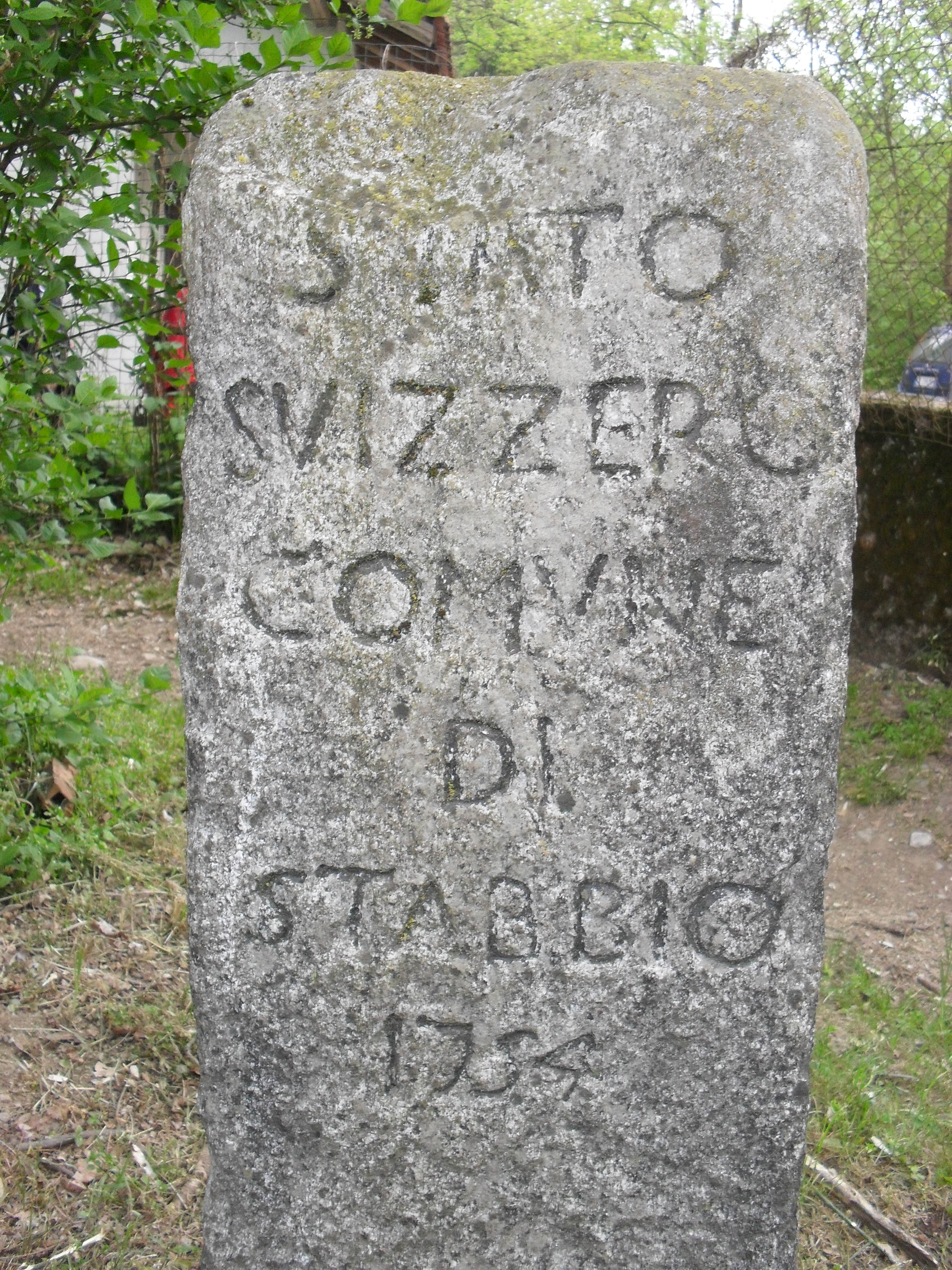
Il cippo che in località Santa Margherita segna il confine con l'Italia

- Monumento al soldato svizzero, opera di Riccardo Larghi del 1953 che commemora la mobilitazione in occasione della Seconda guerra mondiale.

## Società

### Evoluzione demografica
Nel 2010 nel paese abitavano 4345 persone, per lo più di nazionalità svizzera (3330, il 76,9%) e italiana (742, il 17,1% del totale e il 74,2% degli immigrati). La popolazione ha una lieve prevalenza femminile, con 2208 donne a fronte di 2122 uomini. L'evoluzione demografica è riportata nella seguente tabella:
Abitanti censiti

## Cultura

### Musei
- Museo della civiltà contadina del Mendrisiotto, aperto nel 1981[1].

## Infrastrutture e trasporti

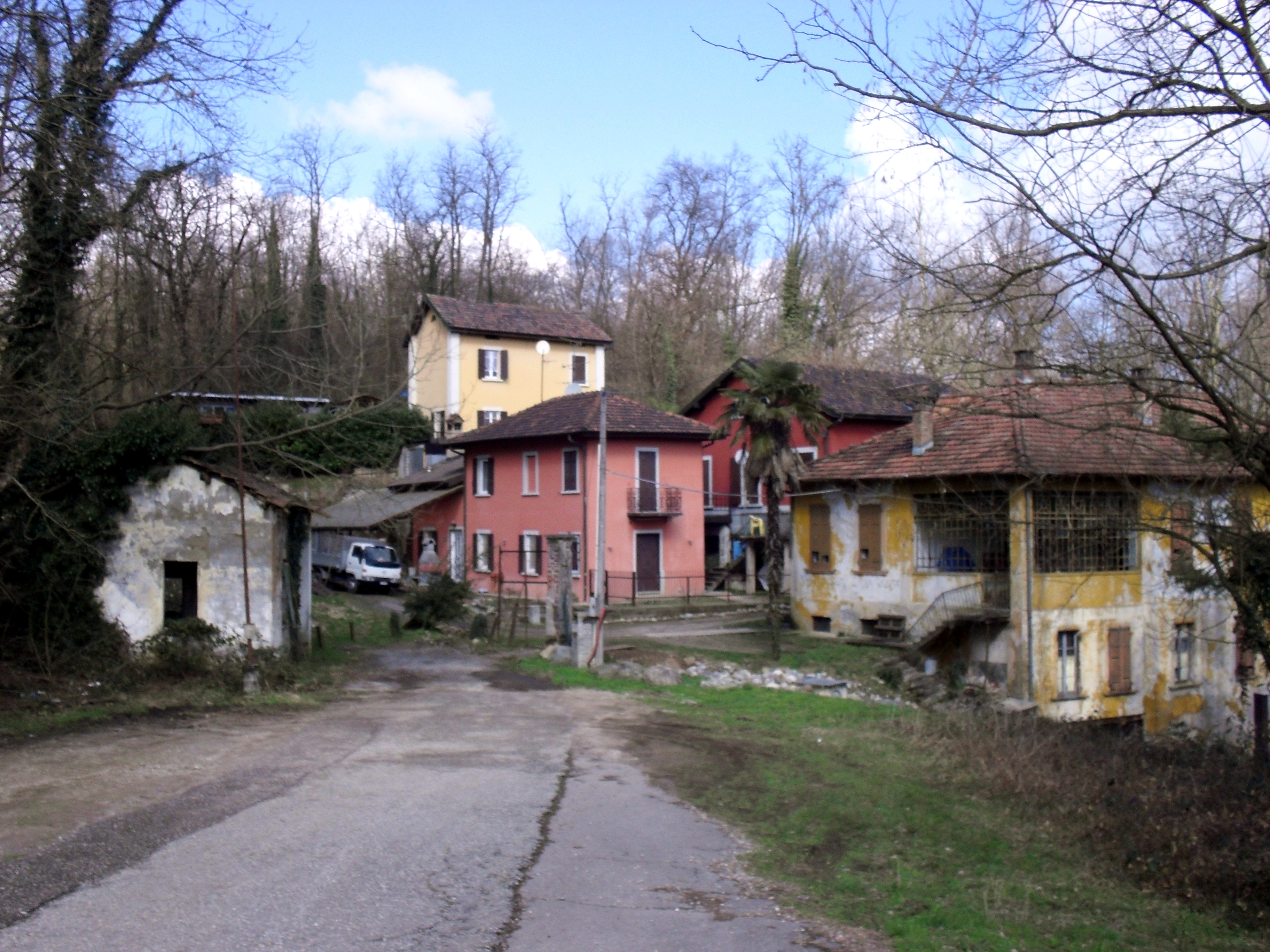
La località denominata Dogana da Rödur vista dal territorio italiano: il cancello metallico visibile sulla strada segna il confine

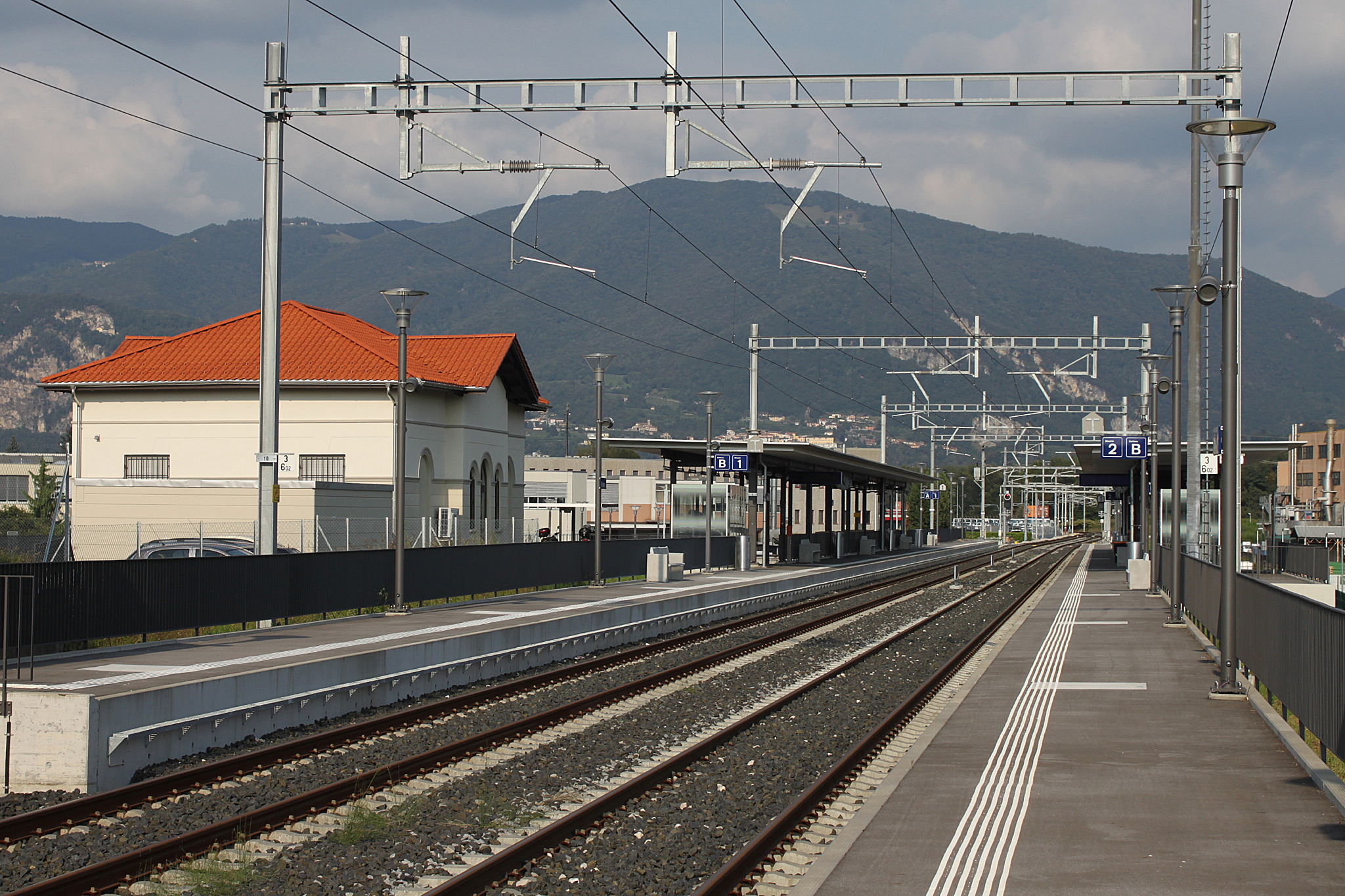
La stazione di Stabio

Posto sul confine con l'Italia, Stabio ospita il valico di frontiera di Gaggiolo (comune di Cantello sul versante italiano), servito dalla strada H394/N24. L'attraversamento del confine è possibile a piedi anche alla Dogana da Rödur e in località Santa Margherita (in entrambi i casi nel comune di Rodero).
Il comune è dotato dell'omonima stazione, un tempo parte della ferrovia di Valmorea, aperta nel 1926 e soppressa nel 1928 come relazione internazionale; la linea in territorio svizzero rimase attiva come raccordo industriale. Nel 2008 iniziarono i lavori di realizzazione della nuova ferrovia Mendrisio-Varese: i lavori sul lato elvetico vennero conclusi come da cronoprogramma, con la riapertura della tratta Stabio-Mendrisio al traffico viaggiatori il 15 dicembre 2014. Il cantiere italiano procedette con maggiore lentezza: la linea Varese-Mendrisio fu inaugurata nella sua totalità il 22 dicembre 2017: il servizio passeggeri regolare iniziò il 7 gennaio 2018.

## Amministrazione
Ogni famiglia originaria del luogo fa parte del cosiddetto comune patriziale e ha la responsabilità della manutenzione di ogni bene ricadente all'interno dei confini del comune.

## Sport
Nel comune hanno sede la squadra di calcio dilettantistica Football Club Stabio, la società federale di ginnastica SFG Stabio e lo Sci Club Stabio, attivo dal 1979.